# Körösnagyharsány
Körösnagyharsány is een plaats (község) en gemeente in het Hongaarse comitaat Békés. Körösnagyharsány telt 698 inwoners (2002).